# Elisabeth Schüssler Fiorenza
Elisabeth Schüssler Fiorenza (n. 17 aprilie 1938, Cenad, Timiș, România) este o teologă de origine română, care s-a remarcat prin contribuțiile ei în domeniul teologiei feministe.

## Biografie
După sfârșitul celui de-al Doilea Război Mondial, Schüssler Fiorenza și familia ei au trecut prin Austria și au ajuns în Bavaria, unde au trăit la Weilbach, în Franconia Inferioară. În 1958 a început studiile de teologie la Universitatea din Würzburg, pe care le-a absolvit în 1962 cu o diplomă în teologie catolică. În 1970 a obținut doctoratul la Universitatea din Münster, sub îndrumarea profesorului Rudolf Schnackenburg, specialist în Noul Testament, cu o teză despre Apocalipsa lui Ioan.
În 1970 Elisabeth Schüssler Fiorenza a început să predea în Statele Unite ale Americii. Primul ei post a fost la Universitatea Notre Dame. În 1984 a semnat campania "O declarație catolică privind pluralismul și avortul". 
Din 1984 până în 1988 a ocupat catedra Talbot de Noul Testament la Episcopal Divinity School din Cambridge, Massachusetts. Din 1988 a deținut catedra Krister Stendahl la Universitatea Harvard și a fost profesor invitat și profesor asociat la universitățile din Tübingen, Berlin și Heidelberg.
Contribuțiile sale în teologia feministă și activismul ecumenic au fost recunoscute în 2001, când a fost aleasă membră a Academiei Americane de Arte și Științe.

## Teologie, istorie și interpretare biblică
Elisabeth Schüssler Fiorenza este considerată un pionier al hermeneuticii biblice feministe și a formulat-o pentru prima dată în detaliu în cartea sa "In Memory of Her" (1983). În această lucrare, ea definește teologia feministă ca fiind o "teologie critică a eliberării", care urmărește să deconstruiască structurile ierarhice, autoritare și patriarhale din teologie și să aducă la lumină rolul central pe care l-au avut femeile și bărbații marginalizați în începuturile creștinismului și iudaismului.
În cercetarea istorică a lui Iisus, Schüssler Fiorenza respinge abordarea pozitivistă, care încearcă să reconstruiască faptele și cuvintele lui Iisus într-un mod obiectiv, și își dezvăluie propriul interes de cercetare. Ea susține că este important să se evalueze contextul social și cultural al vremii lui Iisus și să se înțeleagă mișcarea sa ca parte integrantă dintr-un ansamblu mai larg de mișcări evreiești emancipatoare. Ea subliniază că masculinitatea lui Iisus nu trebuie să fie obiectivată ca un fapt care are o semnificație fundamentală pentru credință și că cercetarea istorică trebuie să ia în considerare și perspectivele femeilor și bărbaților marginalizați.
Schüssler Fiorenza critică, de asemenea, cadrul teologic care a produs antiiudaismul creștin și masculinitatea divină ca mână dreaptă a acestuia. Ea propune o reevaluare a acestor concepții și introducerea unor noi cadre teologice care să facă vizibile femeile și bărbații marginalizați ca agenți centrali ai începuturilor creștine și iudaice. Ea dezvoltă conceptul de kyriarhie, care exprimă structura de dominație și subordonare gradată din societatea patriarhală, și subliniază importanța femeilor care trăiesc la nivelul cel mai de jos al acestei piramide în teologia eliberării.
În ansamblu, Schüssler Fiorenza a contribuit major la dezvoltarea teologiei feministe și a influențat semnificativ modul în care cercetarea biblică și teologia au fost abordate în ultimele decenii.

## Lucrări

#### În limba germană
- Der vergessene Partner. Düsseldorf 1964.
- Priester für Gott. Münster (Westfalen), Univ., Diss., 1969/70.
- Zu ihrem Gedächtnis… Eine feministisch-theologische Rekonstruktion der christlichen Ursprünge. München-Mainz 1988.
- Brot statt Steine. Die Herausforderung einer feministischen Interpretation der Bibel. Freiburg/Schweiz 1988.
- Frauenkirche – eine Exodusgemeinschaft, Luzern 1990.
- Das Buch der Offenbarung, Stuttgart 1994.
- Jesus – Miriams Kind, Sophias Prophet. Gütersloh 1997.
- Grenzen überschreiten. Der theoretische Anspruch feministischer Theologie. Münster 2004 .
- Gerecht ist das Wort der Weisheit. Historisch-politische Kontexte feministischer Bibelinterpretation. Luzern 2008.
- WeisheitsWege. Eine Einführung in feministische Bibelinterpretation. Stuttgart 2005.
- Rhetorik und Ethik. Zur Politik der Bibelwissenschaften. Luzern 2013.

#### În limba engleză
- Aspects of Religious Propaganda in Judaism and Early Christianity. Notredame, Indianapolis 1976.
- The Apocalypse. Chicago 1976.
- Invitation to the Book of Revelation. Garden City 1981.
- In Memory of Her. A Feminist Theological Reconstruction of Christian Origins. Crossroad, New York 1983, [7].
- Bread Not Stone. Boston 1984.
- Theological Criteria and Historical Reconstruction. Berkeley 1987.
- Revelation. Vision of a Just World. Minneapolis 1991.
- But She Said. Boston 1992.
- Discipleship of Equals. New York 1993.
- Jesus – Miriam's Child. New York 1994.
- Searching the scriptures. New York 1994/95.
- The Power of Naming. Orbis Books, Maryknoll, New York 1996.
- Sharing Her Word. Edinburgh u. a. 1998.
- Rhetoric and Ethic. Minneapolis 1999.
- Jesus and the Politics of Interpretation. New York 2000.
- Wisdom Ways. Introducing Feminist Biblical Interpretation. Orbis Books, Maryknoll, New York 2001.
- The Power of the Word. Scripture and the Rhetoric of Empire, New York 2007.
- Changing Horizons: Explorations in Feminist Interpretation, New York 2013.

## Literatură despre Elisabeth Schüssler Fiorenza
- Elisabeth Gössmann, Besprechung von: Elisabeth Schüssler Fiorenza, In Memory of Her. A Feminist Theological Reconstruction of Christian Origins, New York 1983. In: ThRv 80 (1984), Sp. 294–298.
- K. Rödiger: Der Sprung in die Wirklichkeit... Impulse aus dem rhetorischen Ansatz Elisabeth Schüssler Fiorenzas für die Rezeption biblischer Texte in narrativer Sozialethik (Ethik im theologischen Diskurs Bd. 18). Zürich/Münster 2009.